# Lac Mandeville
Lac Mandeville är en sjö i Kanada.   Den ligger i regionen Lanaudière och provinsen Québec, i den sydöstra delen av landet, 210 km nordost om huvudstaden Ottawa. Lac Mandeville ligger 142 meter över havet. Arean är 2,0 kvadratkilometer. Den sträcker sig 2,1 kilometer i nord-sydlig riktning, och 1,4 kilometer i öst-västlig riktning.
I omgivningarna runt Lac Mandeville växer i huvudsak blandskog. Runt Lac Mandeville är det mycket glesbefolkat, med 6 invånare per kvadratkilometer.